# 克利福德·克拉克
克利福德·克拉克（英語：Clifford Clarke，1969年5月2日—），澳大利亚男子轮椅橄榄球运动员。他曾代表澳大利亚参加2000年夏季残疾人奥林匹克运动会轮椅橄榄球比赛，获得一枚银牌。